# Tukan, Chongqing
Tukan (kinesiska: 土坎) är en tidigare köping i sydvästra Kina. Den låg i stadsdistriktet Wulong i storstadsområdet Chongqing, omkring 110 kilometer öster om det centrala stadsdistriktet Yuzhong. Antalet invånare var vid folkräkningen 2010 8128. Befolkningen består av 4 051 kvinnor och 4 077 män. Barn under 15 år utgör 19,0 %, vuxna 15-64 år 68 %, och äldre över 65 år 12,0 %.
År 2020 slogs Tukan samman med köpingen Yangjiao och bildade stadsdelsdistriktet Yangjiao.